# Шмидбергер, Франц
Франц Шмидбергер (нем. Franz Schmidberger; род. 1946) — немецкий католический священник, деятель Священнического братства св. Пия X.

## Биография
Родился 19 октября 1946 года в Ридлингене (Германия). Окончил математический факультет Мюнхенского университета (1972), в том же году поступил в основанную арх. Марселем Лефевром семинарию в Эконе (Швейцария). Рукоположен в священный сан 8 декабря 1975 года. Преподавал в семинарии в Вайсбаде, затем руководил семинарией в Цайцкофене (Германия). В 1979 году назначен настоятелем немецкого округа Братства. В 1982—1994 годах — генеральный настоятель Братства, затем — первый ассистент генерального настоятеля. В 2003—2006 гг. вновь возглавлял семинарию в Цайцкофене, с 2006 года повторно назначен настоятелем немецкого округа.